# Maria Rus
Maria Rus (née le 19 janvier 1983 à Sângeorz-Băi) est une athlète roumaine spécialiste du 400 mètres et du 400 mètres haies.

## Biographie

### Palmarès
| Date | Compétition                    | Lieu      | Résultat | Épreuve     | Performance   |
| ---- | ------------------------------ | --------- | -------- | ----------- | ------------- |
| 2000 | Championnats du monde juniors  | Santiago  | 4e       | 400 m       | 53 s 46       |
| 2000 | Championnats du monde juniors  | Santiago  | 3e       | 4 x 400 m   | 3 min 34 s 49 |
| 2001 | Championnats d'Europe juniors  | Grosseto  | 3e       | 4 x 400 m   | 3 min 41 s 12 |
| 2003 | Championnats d'Europe espoirs  | Bydgoszcz | 3e       | 400 m haies | 57 s 01       |
| 2003 | Universiade                    | Daegu     | 4e       | 400 m haies | 56 s 34       |
| 2004 | Championnats du monde en salle | Budapest  | 3e       | 4 x 400 m   | 3 min 30 s 06 |
| 2004 | Jeux olympiques                | Athènes   | 6e       | 4 x 400 m   | 3 min 26 s 81 |

### Records
| Épreuve          | Performance | Lieu     | Date           |
| ---------------- | ----------- | -------- | -------------- |
| 400 mètres       | 52 s 64     | Bucarest | 4 juin 2004    |
| 400 mètres haies | 56 s 09     | Istanbul | 3 juillet 2004 |

| Épreuve    | Performance | Lieu    | Date        |
| ---------- | ----------- | ------- | ----------- |
| 400 mètres | 54 s 30     | Athènes | 4 mars 2003 |